# Alsacia
Alsacia —en francés Alsace— (—pronunciación: /al.zas/—; en latín: Alsatia;  en alsaciano: ’s Elsàss; en alemán: Elsass) es una región cultural del nordeste de Francia, en la frontera con Alemania y Suiza. Ubicada entre las montañas de los Vosgos y el río Rin, se encuentra en la región de Renania Europa, en el corazón de la dorsal Europea. Pertenece a la región administrativa de Gran Este, y desde 2021, Alsacia es una colectividad administrativa especial: la Colectividad Europea de Alsacia.
El idioma históricamente predominante de gran parte de Alsacia ha sido el alsaciano; en realidad, un conjunto de dialectos estrechamente relacionados con el alemán de Suabia y Suiza. Sin embargo, desde la Segunda Guerra Mundial, la pertenencia a Francia ha llevado a que la mayoría de los alsacianos hablaran principalmente francés, el idioma oficial de Francia. La migración interna e internacional desde 1945 también ha cambiado la composición etnolingüística histórica de Alsacia. La región posee, gracias a su contexto histórico, una legislación única en el país, por lo que ciertas disposiciones administrativas en la región se rigen por el Derecho local. El territorio ha sido disputado entre Francia y varios estados alemanes en el transcurso de más de 300 años, principalmente desde la guerra de los Treinta Años (1618-1648) hasta la Segunda Guerra Mundial (1939-1945), y forma parte de Francia en la actualidad.
Administrativamente, forma parte de la región de Gran Este, aunque desde 2021 goza de un régimen especial dentro de la región, ya que Alsacia se transformó en una nueva colectividad territorial llamada Colectividad Europea de Alsacia.
La capital, así como la ciudad más grande de Alsacia, es Estrasburgo. Alsacia es la sede de varias organizaciones y organismos internacionales, entre los que se encuentran el Parlamento Europeo o el Tribunal Europeo de Derechos Humanos. 
La cigüeña blanca es el animal simbólico de la región, a tal punto que están presentes en muchos techos de iglesias y otros edificios públicos en Alsacia y, a veces, en los techos de casas particulares. El folclore, los cuentos, las leyendas, las creencias populares de Alsacia son una inspiración de la cultura germánica de Renania, teñido de latinidad y celtismo.

## Etimología del nombre y evolución
Alsacia es el exónimo español de la denominación francófona de Alsace, la cual a su vez deriva de la alemana Elsass o Elsaß y esta del nombre de su principal río local, excluyendo al Rin: el Ill (antiguamente llamado Ell), por lo que Alsacia significa región o territorio del río Ill.
El territorio de Alsacia, que se extiende mayormente sobre la margen occidental del valle alto del río Rin, con el que limita al este y norte, forma una planicie conocida como la planicie de Alsacia (plaine d'Alsace), limitada al oeste y al sudoeste por la vertiente oriental de la cordillera de los Vosgos y al sur por los montes del Jura. Alsacia se divide administrativamente, desde la reforma de 1790, en dos departamentos: el Bajo Rin al norte, con prefectura en Estrasburgo, y el Alto Rin, al sur, con capital en Colmar. Esta división coincide aproximadamente con los territorios históricos de Nordgau o Baja Alsacia y de Sundgau o Alta Alsacia, en los que se incluía el actual departamento del Territorio de Belfort escindido en 1871.
La región fue objeto de conflictos y disputas continuos entre Francia y las diferentes entidades de Alemania, cambiando sucesivamente de soberanía a partir de los periodos que siguieron a los enfrentamientos armados entre ambas naciones en 1871, 1918 y 1945. El proceso de reconciliación franco-alemana surgido tras el desastre humano, material y moral provocado por la Segunda Guerra Mundial y que impulsó el nacimiento y desarrollo desde la segunda mitad del siglo XX de la Unión Europea, convirtió a la región en un símbolo de la paz y la unión política del continente, acogiendo en su capital la sede de importantes instituciones y organismos internacionales de Europa.

## Geografía

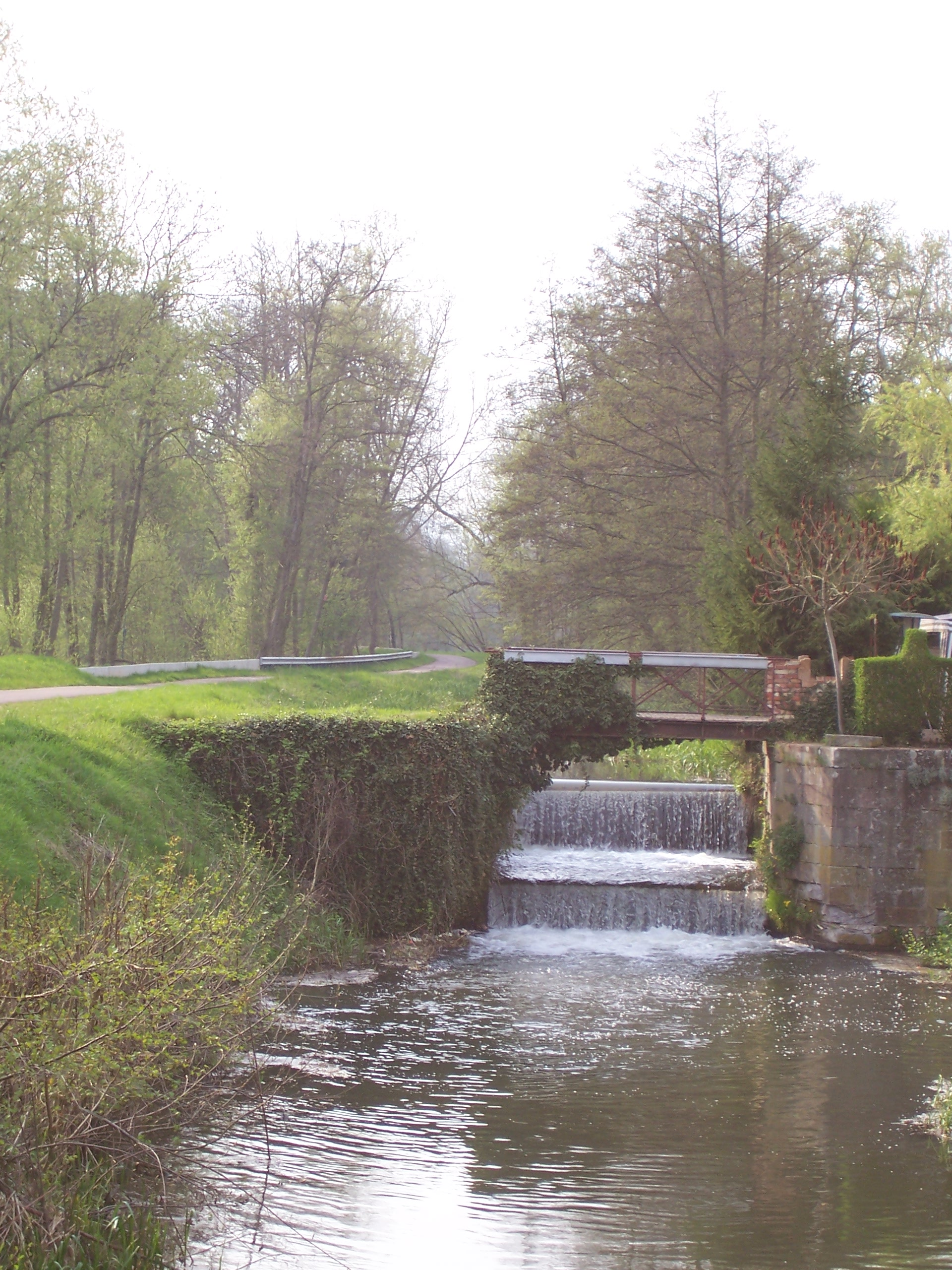
Vista del canal del río Bruche, que desde los Vosgos forma parte del sistema hidrográfico de la cuenca alta del Rin, en cuya margen izquierda se sitúa Alsacia.

Alsacia tiene una superficie de 8.280 km², siendo la menor región de la Francia metropolitana (1,5% del total). Su longitud es aproximadamente cuatro veces su anchura, 190 km de largo por 50 km de ancho, y como una lengua se extiende sobre una llanura (Plaine d'Alsace) sedimentaria del periodo terciario enclavada entre la cuenca del Rin y el sistema montañoso vosguiano.
El valle de Alsacia es una zona de hundimiento tectónico (un graben) centrada axialmente en la falla por la cual discurre el Rin. Al este de tal río lo delimita la Selva Negra y al sur el conjunto de los montes de Jura, previo el hiato geográfico que se produce en el trou (palabra francesa que significa hueco aunque aquí tiene el significado de paso) de Belfort y en el amplio desfiladero del Lomont. Tal gran valle entre los Vosgos y el Jura se conoce como la Puerta de los Burgundios.
Posee diversas masas forestales, principalmente en los Vosgos y en el Bajo Rin (bosque de Haguenau). Diversos valles también embellecen la región. Su punto más alto está en el sur de la cordillera de los Vosgos: el Ballon d'Alsace, antiguamente llamado ballon de Guebwiller en el departamento del Alto Rin, montaña de 1.426 m de altitud.
Alsacia tiene un clima semicontinental con inviernos fríos y secos y veranos calurosos. Hay poca precipitación pluviométrica debido a la protección de los Vosgos al oeste. La ciudad de Colmar tiene un microclima seco: es la segunda ciudad más seca de Francia después de Perpiñán, con una precipitación anual de solamente 550 mm. Estas condiciones climatológicas permiten el cultivo de la vid para la producción del vino de Alsacia (Vins d'Alsace).

## Organización político-administrativa

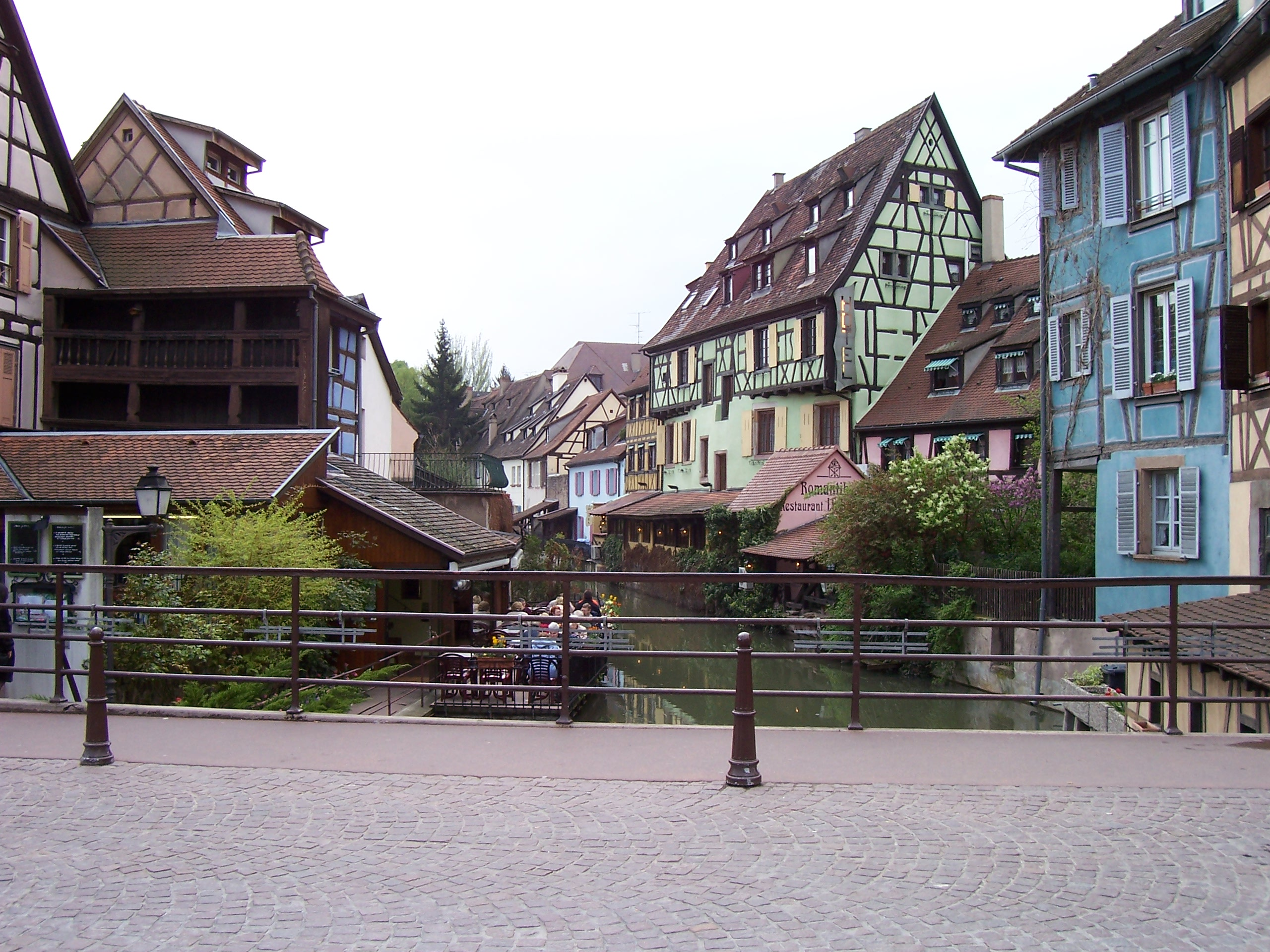
Barrio de la Petite Venice en Colmar, la capital de Alto Rin.

La organización político-administrativa de la región de Alsacia ha cambiado varias veces durante el transcurso de su historia. En 1790 se crea los departamentos actuales que componen la región, el Bajo Rin y el Alto Rin. Después, en 1871, la región será parte del imperio Alemán tras la derrota de Francia en la guerra franco-prusiana. También, brevemente en el año 1918, se autoproclamó la República Soviética de Alsacia, pero al final de la I Guerra Mundial, regresaría a ser una región como parte de la Tercera República Francesa. Luego sería anexado por el Tercer Reich en 1940 y reintegrado a Francia a finales de la Segunda Guerra Mundial. Desde 1956, la región ha tenido diferentes reformas administrativas: se crea la prefectura de Alsacia, luego en 1982 se descentraliza la región en los dos departamentos antes mencionados y finalmente en 2016 se anexa a la nueva región del Gran Este. Finalmente, desde 2021, comenzará a funcionar una nueva organización político-administrativa de la región, la colectividad europea de Alsacia (collectivité européenne d'Alsace).
El departamento del Bajo Rin se corresponde aproximadamente con la región histórica de la Baja Alsacia y el Nordgau, y el del Alto Rin aproximadamente con la región histórica de la Alta Alsacia aunque tras la guerra franco-prusiana la Alta Alsacia fue repartida entre Alemania y Francia en dos territorios manteniéndose el territorio más extremo sur de la Sungovia (o Sundgau) francés ya que en esa época casi la totalidad de la población en torno a Belfort era de lengua francesa y se mantiene esa característica en el extremo sur del Sundgau (pese al nombre alemán de ese territorio) motivo por el cual de la Alsacia fue desprendido el pequeño departamento de Belfort que siempre se mantuvo francés.
La región de Alsacia se divide en dos departamentos (en francés départements): el Haut-Rhin (Alto Rin) (código INSEE 68), al sur, y el Bas-Rhin (Bajo Rin) (código INSEE 67), al norte. Tiene fronteras internacionales con Alemania al norte y al este, y con Suiza al sur. Hacia el oeste limita con la región francesa de Lorena, y al suroeste, con las del Franco-Condado y su pequeño departamento de Belfort, históricamente administrado por Alsacia.
Administrativamente comprende 903 comunas (526 en el Bas-Rhin, 377 en el Haut-Rhin).

### Colectividad Europea de Alsacia

#### Administración política de Alsacia
La Ley de Alsacia, promulgada el 2 de agosto de 2019, define sus lineamientos administrativos. Despuès de la fusión de los dos consejos departamentales (Alto Rin y Bajo Rin), la Colectividad Europea de Alsacia está formada por 80 consejeros de Alsacia. En 2021 se eligieron por primera vez en binomio hombre / mujer por cada uno de los 40 cantones; es decir, 37 para el Alto Rin y 46 para el Bajo Rin.
| Composición del Consejo de la Colectividad Europea de Alsacia 2021 - 2028 |                                                     |                             |
| Presidente                                                                |                                                     | Consejeros                  |
| Frédéric Bierry                                                           |                                                     | Los Republicanos 32 escaños |
| Frédéric Bierry                                                           | Divers droite 20 escaños                            |                             |
| Frédéric Bierry                                                           | Unión de los Demócratas e Independientes 10 escaños |                             |
| Frédéric Bierry                                                           | Partido Socialista 2 escaños                        |                             |
| Frédéric Bierry                                                           | Europa Ecología Los Verdes 2 escaños                |                             |
| Frédéric Bierry                                                           | Divers gauche 1 escaño                              |                             |

#### División Administrativa de Alsacia
| Departamentos | Distritos                        | Cantones o ciudades                                                                                          |
| ------------- | -------------------------------- | --- |
| Bajo Rin      | Distrito de Haguenau-Wissembourg | Bischwiller , Haguenau , Lauterbourg , Niederbronn-les-Bains , Seltz, Soultz-sous-Forêts, Wissembourg ,Wœrth |
| Bajo Rin      | Distrito de Molsheim             | Molsheim , Rosheim , Saales , Schirmeck , Wasselonne                                                         |
| Bajo Rin      | Distrito de Saverne              | Bouxwiller , Drulingen, Marmoutier , La Petite-Pierre , Sarre-Union , Saverne                                |
| Bajo Rin      | Distrito de Sélestat-Erstein     | Barr , Benfeld , Erstein , Marckolsheim , Obernai , Sélestat , Villé                                         |
| Bajo Rin      | Distrito de Estrasburgo          | Estrasburgo , Hœnheim , Illkirch-Graffenstaden , Lingolsheim , Schiltigheim , Brumath                        |
| Alto Rin      | Distrito de Altkirch             | Altkirch , Dannemarie , Ferrette , Hirsingue                                                                 |
| Alto Rin      | Distrito de Colmar-Ribeauvillé   | Andolsheim, Colmar, Kaysersberg , Lapoutroie , Munster , Neuf-Brisach , Ribeauvillé , Sainte-Marie-aux-Mines |
| Alto Rin      | Distrito de Thann-Guebwiller     | Cernay , Ensisheim , Guebwiller , Masevaux , Wintzenheim , Thann.                                            |
| Alto Rin      | Distrito de Mulhouse             | Mulhouse , Habsheim , Huningue , Illzach , Sierentz , Wittenheim                                             |

Las principales ciudades:

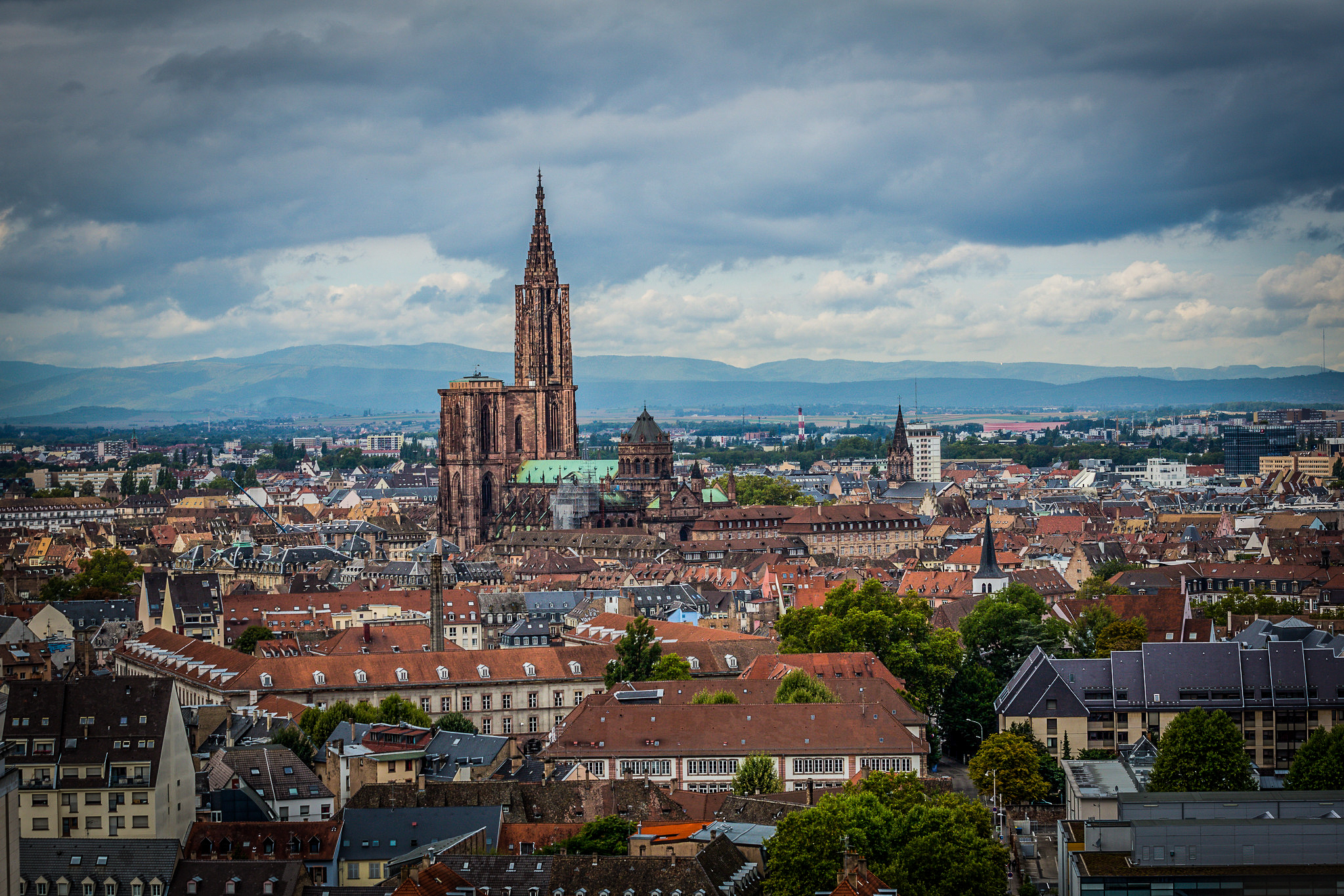
Estrasburgo (290.576)
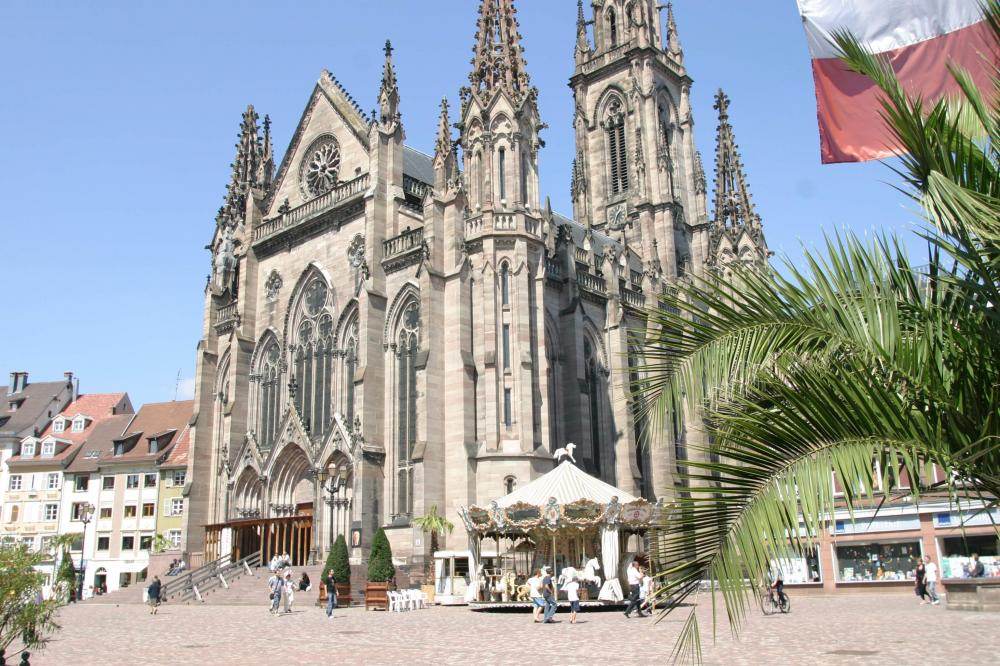
Mulhouse (110.359)
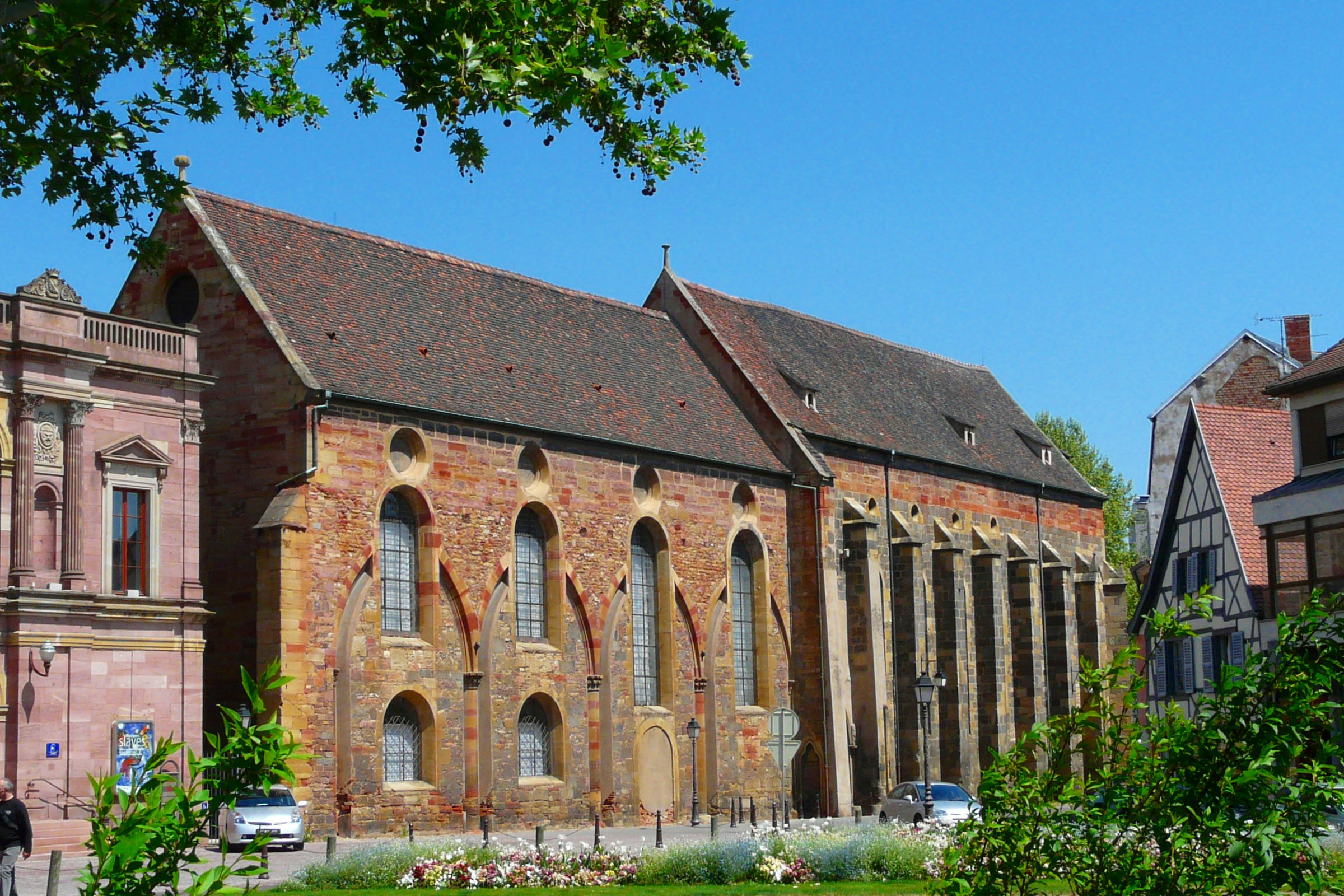
Colmar (65.136)
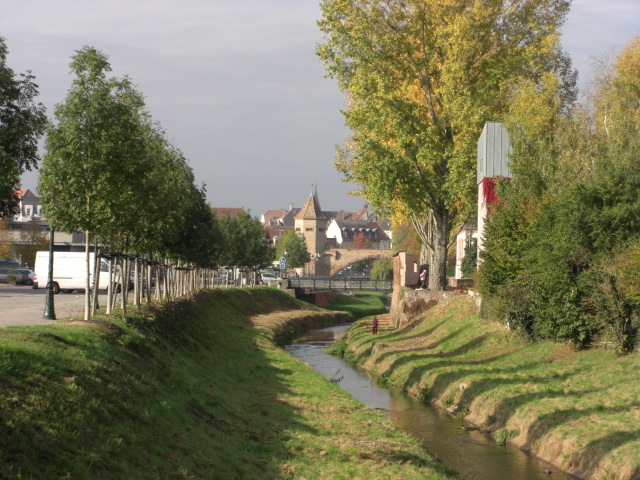
Haguenau (32.242)
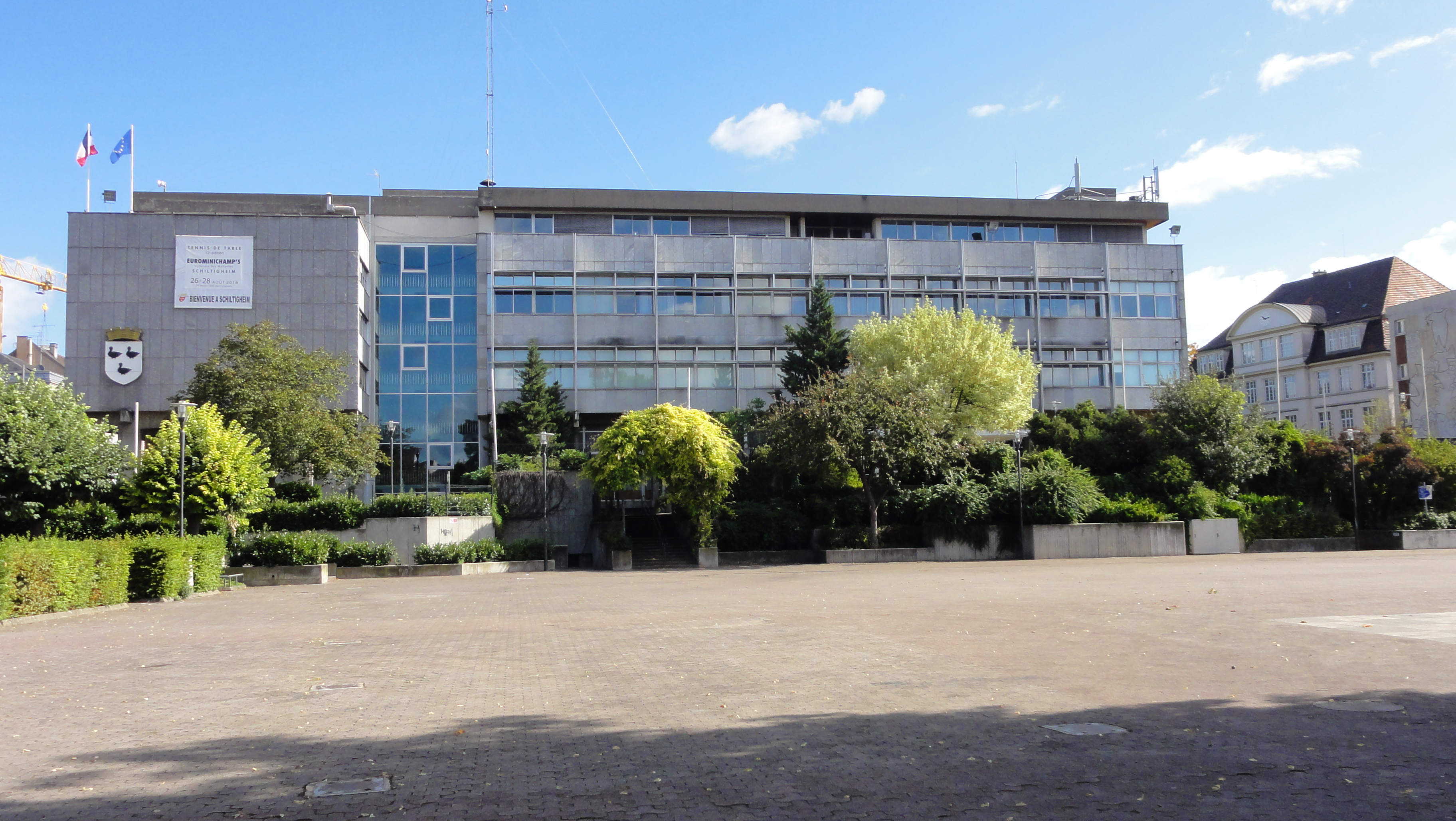
Schiltigheim (30.841)
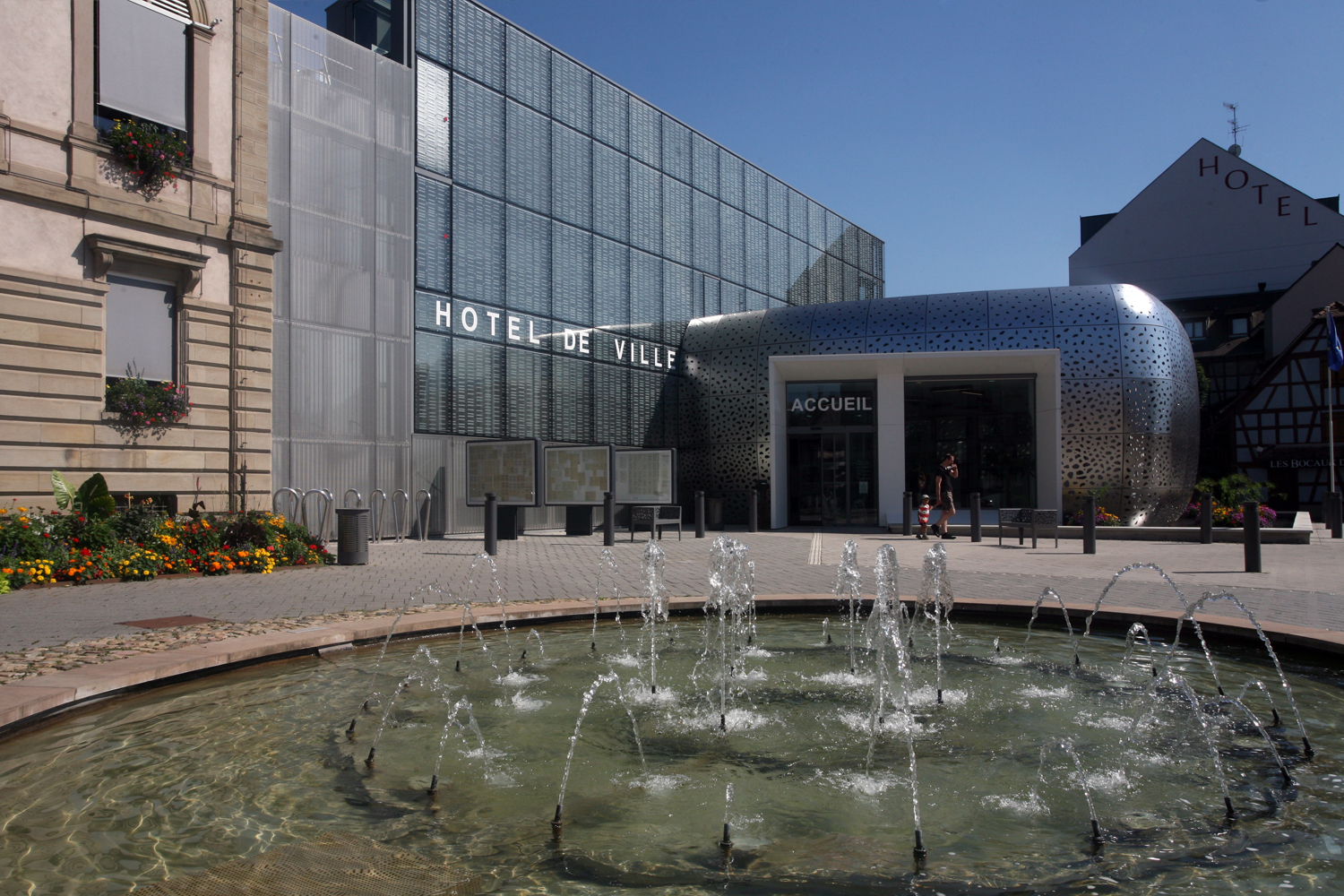
Illkirch-Graffenstaden (23.815)

## Historia

### Prehistoria
Alsacia fue habitada desde el paleolítico como testimonian los importantes yacimientos de la comuna de Achenheim. A partir del año 1500 a. C., los celtas comenzaron a establecerse en Alsacia como agricultores, asentándose conjuntamente con migraciones precedentes de iberos orientales y líjios.

### Periodo romano: integración en la provincia de las Galias
La invasión de Alsacia por el caudillo suevo Ariovisto provoca la intervención de Julio César y el asentamiento hacia el año 58 a. C. de los romanos, quienes construyeron fortificaciones y campos militares a lo largo de la frontera o limes del río Rin, y que evolucionaron más tarde en varias comunidades que han sido habitadas constantemente hasta los tiempos modernos. Es el caso de la misma Estrasburgo, que se desarrolló a partir del campamento militar de Argentoratum

### Invasiones germánicas y reino Franco
Durante el declive del Imperio Romano de Occidente, Alsacia fue ocupada por los alamanes en el siglo V que, dedicados a la agricultura, se instalaron principalmente en las tierras llanas, y su idioma constituyó la base para el dialecto alsaciano moderno. Tras el paso de los hunos, que destruyeron varias ciudades, los francos merovingios expulsaron a los alamanes, integrándose entonces en parte del Reino de Austrasia. Alsacia permaneció bajo control de los francos occidentales hasta la división del reino en el año 843 en virtud del Tratado de Verdún.

### El Sacro Imperio

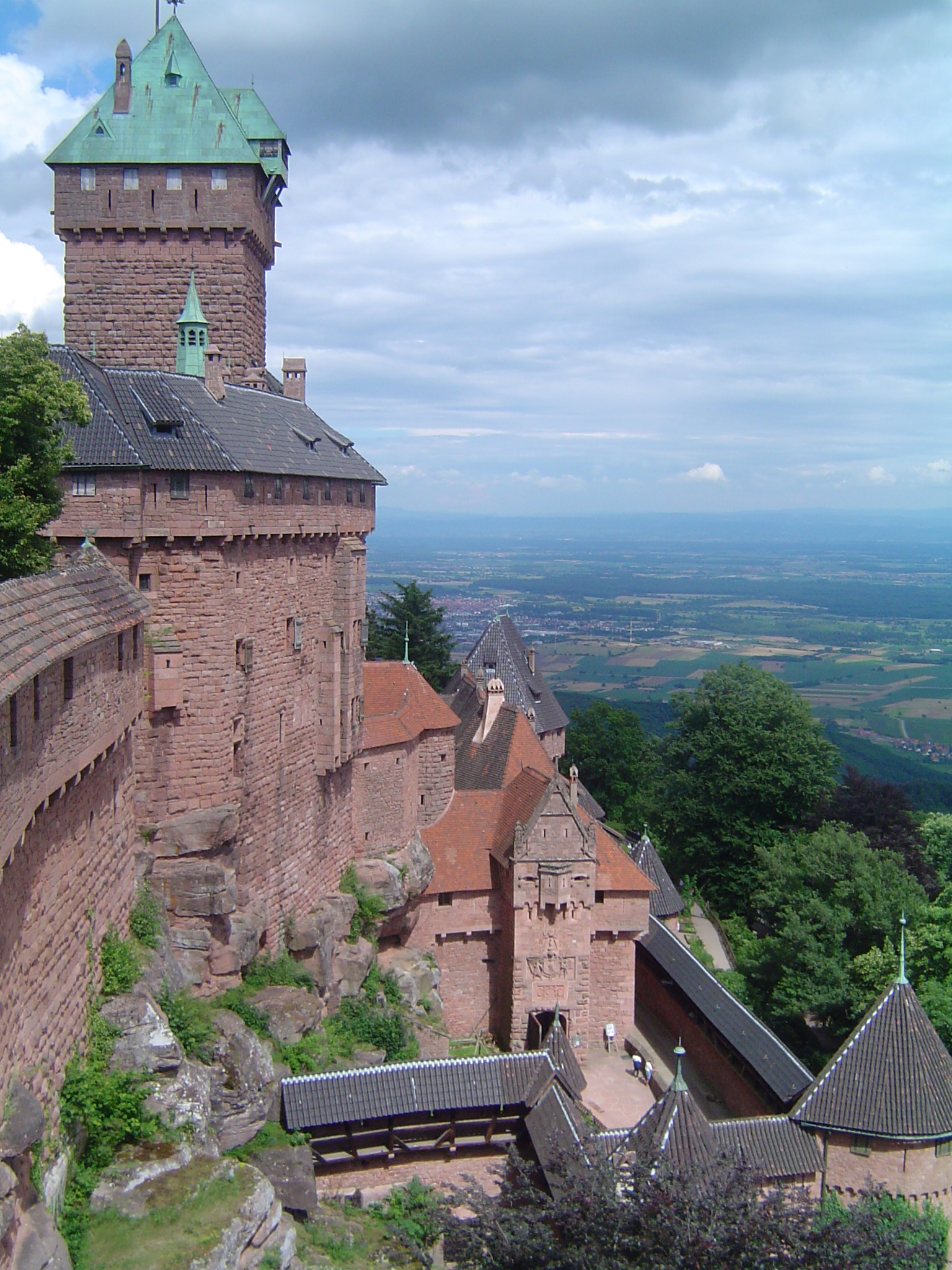
Vista de la planicie de Alsacia desde el castillo de Haut-Koenigsbourg.

Durante la Edad Media se construyeron numerosas fortificaciones sobre puntos elevados de los Vosgos en la proximidad de la Planicie de Alsacia para vigilar y controlar las vías de comunicación que desde antiguo atraviesan Alsacia de norte a sur.
Con el tiempo, Alsacia se convirtió en parte del Sacro Imperio Romano Germánico y fue bajo la administración de los Habsburgo de Austria cuando todos los derechos sobre Alsacia fueron cedidos a Francia tras concluir la guerra de los Treinta Años en 1648. Anteriormente, Alsacia había experimentado gran prosperidad durante los siglos XII y XIII durante el reinado de los emperadores Hohenstaufen, pero esta prosperidad vio su fin en el siglo XIV debido a una serie de duros inviernos, malas cosechas y la peste bubónica. Las duras condiciones fueron atribuidas a los judíos y se sucedieron matanzas desenfrenadas en 1336 y 1339. Durante el Renacimiento, la prosperidad regresó a Alsacia bajo la administración de los Habsburgo.

### Alsacia en 1789

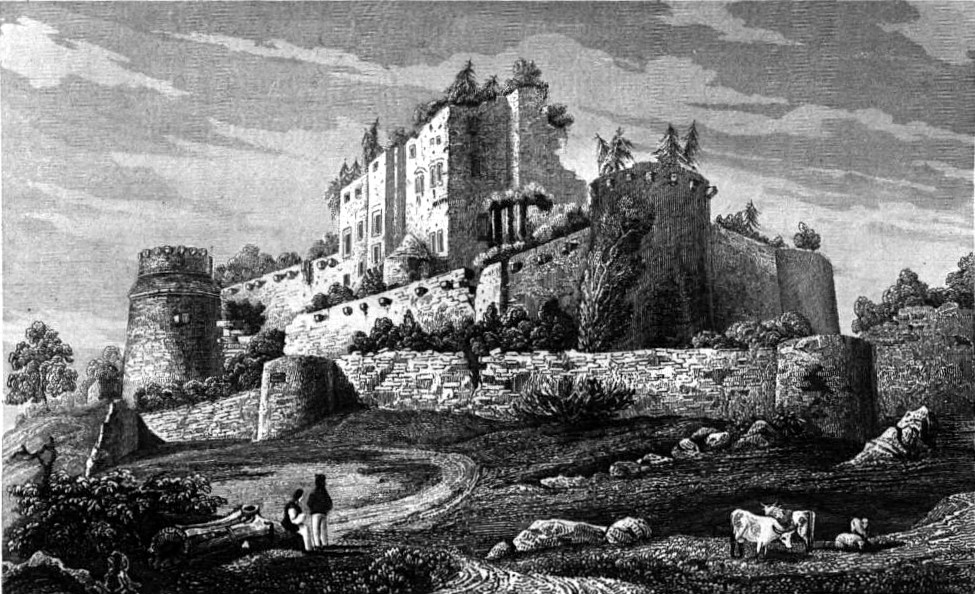
El famoso Castillo de Haut-Koenigsbourg antes de la restauracion

Cuando las hostilidades en el conflicto denominado guerra de los Treinta Años cesaron finalmente en 1648 con el Tratado de Westfalia, la soberanía de la mayor parte de Alsacia pasó a Francia. Las estipulaciones del Tratado con respecto a Alsacia fueron confusas. Ello determinó cierto grado de autonomía dentro del territorio. Francia consolidó su dominio en 1679 con los Tratados de Nimega y ocupó la ciudad de Estrasburgo en 1681. Estos cambios territoriales se vieron reforzados en el Tratado de Ryswick de 1697 que puso fin a la Guerra de la Gran Alianza. Sin embargo, Alsacia tiene una posición excepcional en el reino de Francia. El idioma alemán se sigue utilizando en el gobierno local, la escuela y en la educación. En la Universidad de Estrasburgo se continuó impartiendo clases en alemán y con la asistencia de los estudiantes procedentes de Alemania. El Edicto de Fontainebleau, que legalizó la represión al protestantismo francés, no se aplicó en Alsacia. En contraste con el resto de Francia, hubo una relativa tolerancia religiosa. Por otro lado, la aduana fronteriza francesa seguía en los Vosgos. Muchos Señores estaban bajo el dominio francés; no obstante, algunos de ellos podían seguir funcionando de manera más o menos autónoma y autogestionada. Por estas razones Alsacia quedó marcada por la cultura alemana y la orientación económica hacia Alemania hasta la Revolución Francesa. Hacia 1789, Alsacia era un conglomerado de territorios y feudos particulares.

### Guerra franco-prusiana
Tras la guerra franco-prusiana de 1870, la mayor parte de Alsacia junto con parte del territorio de Lorena, más tarde constituido en el departamento de Mosela, fueron anexionadas al Imperio Alemán, conformando el Territorio imperial de Alsacia y Lorena.

### I Guerra Mundial
Alsacia formó parte de Alemania hasta el final de la Primera Guerra Mundial en 1918, cuando Alemania tuvo que cederla nuevamente a Francia.

### II Guerra Mundial
Al comienzo de la Segunda Guerra Mundial, el territorio de Alsacia, que estaba defendido por el sistema de defensa fortificado de la Línea Maginot, pudo librarse de los principales combates de la Batalla de Francia, que se concentraron en torno a Sedán y la frontera belga.

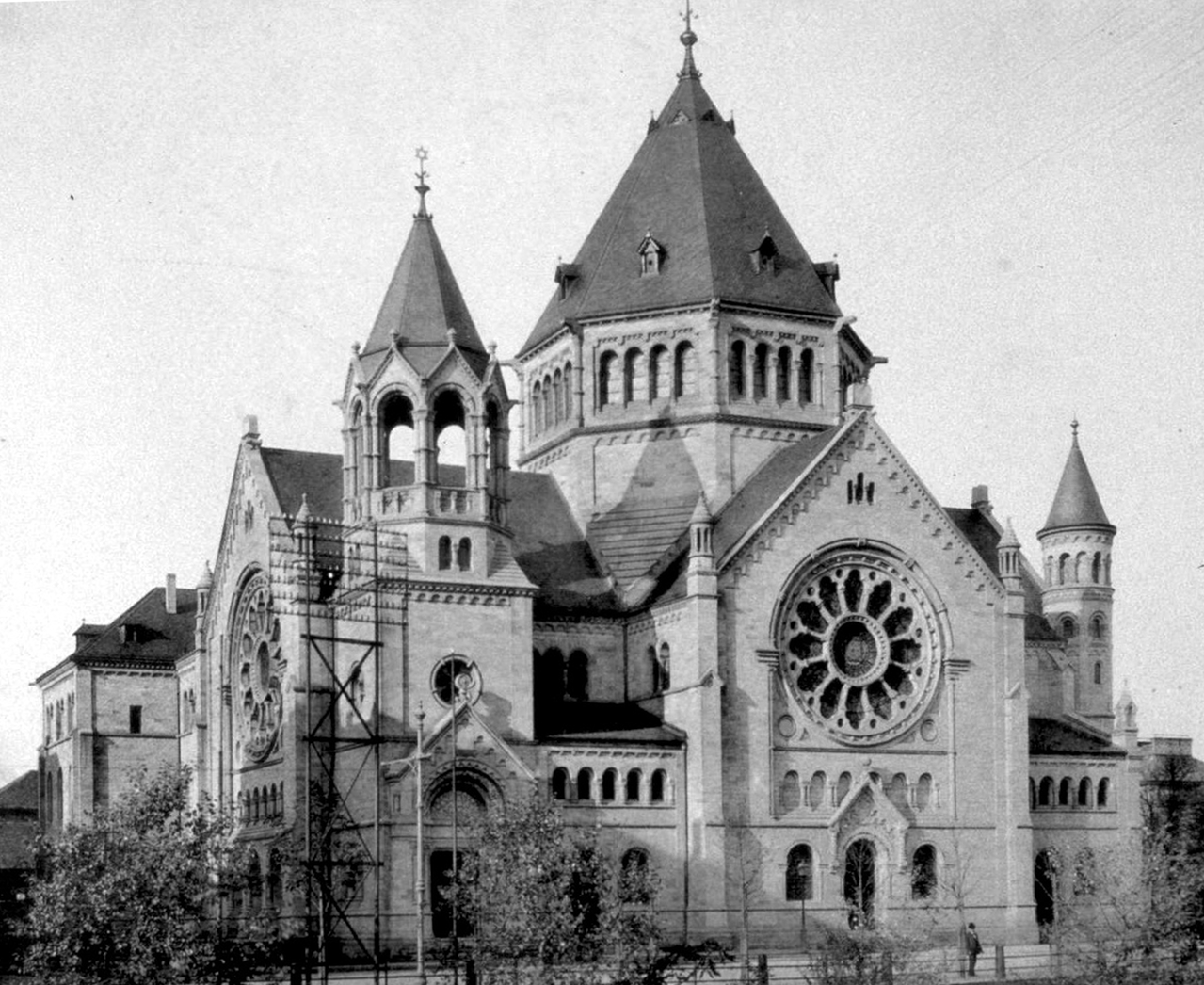
Sinagoga de Estrasburgo quemada por los nacionalsocialistas.

Tras el armisticio y capitulación del ejército francés el 22 de junio de 1940, la región es anexionada al territorio del III Reich. Bajo la administración del imperio nacionalsocialista, el proceso consecuente de germanización impidió el retorno de mucha de la población previamente evacuada y provocó el exilio de miles más, que abandonan la región especialmente hacia el sur francés. La prohibición del francés, incluso de sus palabras asimiladas al dialecto, del uso de símbolos culturales franceses (la boina) o la incorporación al Reichsarbeitsdienst (trabajo social del Estado) son algunas de las medidas impuestas hacia la población. Aquellos que se oponían a la germanización fueron encarcelados en el campo de reeducación de Schirmeck. En 1941 se abrió el campo de concentración de Struthof-Natzweiler. Otra medida de especial relevancia fue el reclutamiento forzoso desde 1942 a la Wehrmacht de unos 130 000 alsacianos, conocidos como los Malgré Nous (lit. A nuestro pesar).
Desde el otoño de 1944 se libraron duros combates en suelo alsaciano con la entrada en ella de las tropas argelinas y marroquíes de Francia: aunque la 2.ª división blindada del general Leclerc tomó Estrasburgo el 23 de noviembre de 1944 y alcanzó el Rin, otras zonas de la región quedarán todavía ocupadas (bolsas) por los últimos efectivos del ejército nacionalsocialista en el momento de la rendición en mayo de 1945. El resultado de la Batalla de Alsacia fue la destrucción de numerosas poblaciones de la región, en especial en torno a las bolsas de Haguenau y Colmar.
Tras la reincorporación de Alsacia a la República francesa, se llevó a cabo un proceso de depuración que afectó hasta 1953 a unas 13 000 personas acusadas de colaboración con la dictadura nacionalsocialista.

### La reconciliación y la construcción europea
Después de la guerra, Alsacia se recupera rápidamente de las ruinas, impulsada principalmente por su posición geográfica. La amistad franco-alemana por primera vez en la historia establece una paz duradera en la región.
La alternancia de la dominación franco-alemana, el hecho de que la región hubiese estado siempre a la vanguardia de la confrontación de estas dos grandes potencias europeas, el temor constante de la guerra, las medidas tomadas por los franceses y los alemanes para «controlar» a la población alsaciana, las represiones, las depuraciones, las continuas anexiones, las deportaciones, y las penurias en tiempos de guerra han dejado huellas profundas en la población. Por su parte, los Malgré Nous fueron considerados como traidores.
Actualmente, en algunos territorios existen leyes locales que son significativamente diferentes con respecto al resto de territorios de Francia. Se aplica un Derecho Local (en francés: Droit local; en alsaciano: Lokàlracht). Se resume en los siguientes aspectos: el régimen de los cultos, el Derecho laboral local (el mantenimiento de la remuneración en caso de ausencia al trabajo, y el reposo dominical y días festivos), y la legislación social (seguridad social local, ayuda social y farmacias).
En los últimos años, el dialecto alsaciano ha vuelto a ser promovido por las autoridades locales, nacionales y europeas como elemento de identidad cultural. Es enseñado en las instituciones educativas, aunque no es obligatorio, y es considerado como una de las lenguas regionales de Francia. Asimismo, el alemán, es enseñado como lengua extranjera. Sin embargo, en la Constitución Francesa, se considera que la única lengua oficial de la República es el francés.
Con respecto a los territorios que componen Alsacia: Alto Rin y Bajo Rin forman parte de un mismo territorio; por su parte el territorio de Belfort se ha incorporado dentro de la formación Borgoña-Franco Condado.
Como respuesta a una historia a caballo entre Alemania y Francia, se ha fundado el Museo Alsaciano que responde a la voluntad de proteger y hacer visible la identidad alsaciana.

### Proyecto y creación de la colectividad territorial de Alsacia
Dentro del marco cultural e histórico de la región, siempre ha existido un proyecto de colectividad territorial de Alsacia que tenía como objetivo crear una colectividad territorial única que reuniera al consejo regional de Alsacia y los consejos generales de Bajo Rin y Alto Rin.
Dos momentos en el proceso de creación de la región fueron importantes:
Un proyecto de fusión de las comunidades, bajo un referéndum del 7 de abril de 2013 que dio lugar a su rechazo.
El 29 de octubre de 2018, el primer ministro y el ministro de Cohesión Territorial y Relaciones con las Autoridades Locales anuncian la creación de una "Comunidad Europea de Alsacia" con ciertos poderes estatales.
La creación de una "colectividad europea de Alsacia" otorgó a la zona ciertas atribuciones del Estado en temas de regulación transfronteriza  (con Alemania y Suiza); en temas de relaciones económicas y de operaciones binacionales con el estado alemán de Baden-Wurtemberg y con los cantones suizos de Basilea-Ciudad y Basilea-Campiña;  bilingüismo y llevar a cabo proyectos de estructuración del territorio en materia de salud, infraestructura, movilidad, formación profesional u otros. Sin embargo, se mantuvieron las dos prefecturas de Estrasburgo y Colmar.
Además de las competencias departamentales, la comunidad europea de Alsacia se beneficia de las siguientes competencias:
Prioridad de decisiones en cooperación transfronteriza (con Alemania y Suiza); promoción del bilingüismo, el idioma y la cultura Alsaciana con la posibilidad de contratar hablantes bilingües por contrato; gestión de acciones bajo el Fondo Social Europeo por delegación del Estado; creación de un consejo de desarrollo; promoción de la actividad turística en Francia y en el extranjero;las órdenes profesionales y las federaciones culturales y deportivas pueden crear organismos en Alsacia; transferencia de gestión del estado de carreteras y autopistas no concedidas; logotipo de Alsacia en matrículas de automóviles; estadísticas oficiales del Insee de Alsacia.

## Economía

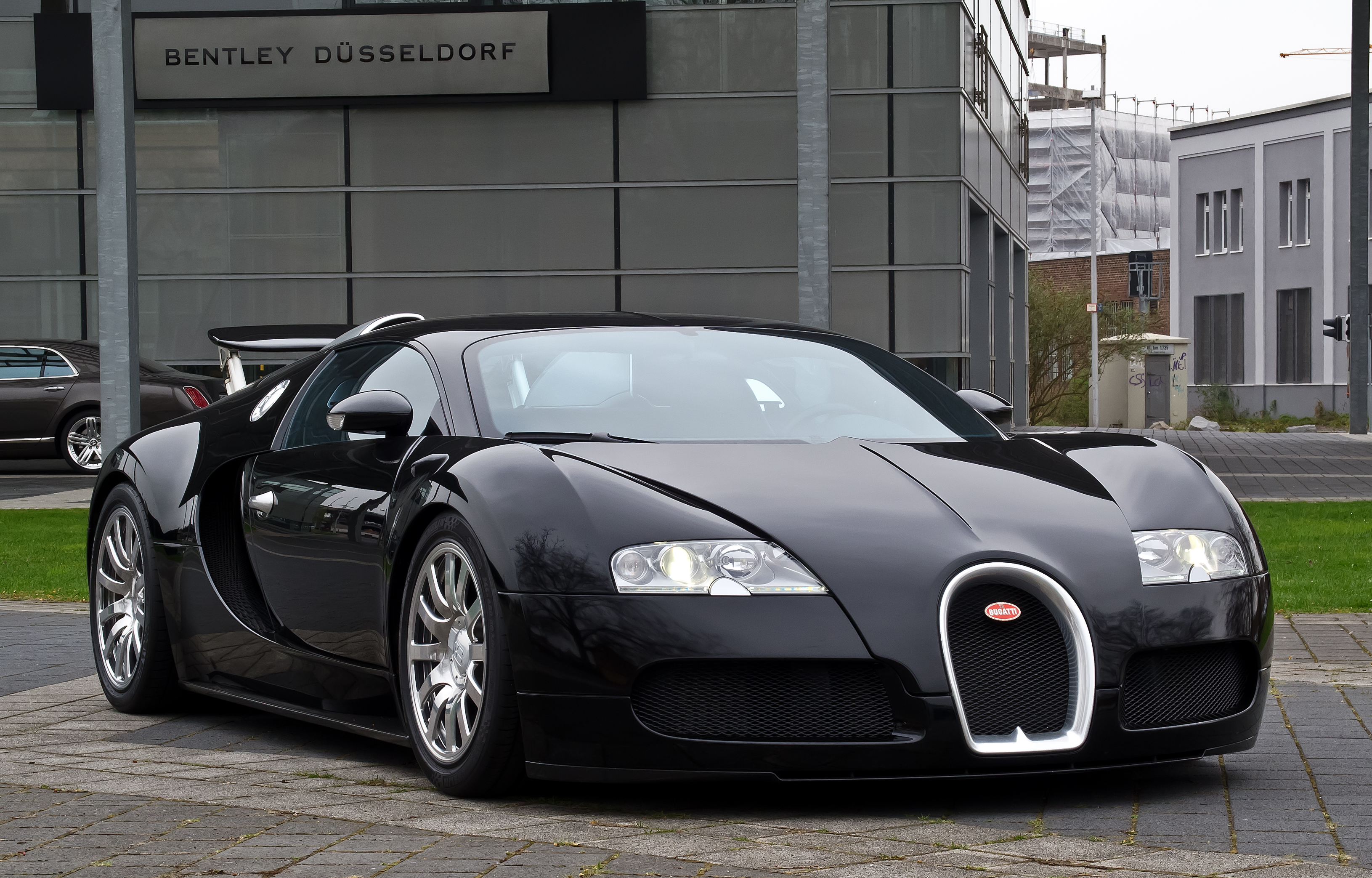
El Bugatti Veyron 16.4 del fabricante alsaciano Bugatti, el auto de serie más rápido y caro del mundo.

Alsacia es la tercera región de Francia en términos de PIB. A nivel de agronomía, destaca la producción y elaboración de vinos. A nivel industrial, se destaca por la construcción de automóviles del Groupe PSA (Peugeot Citroën).
Al igual que Bretaña y su logotipo "producido en Bretaña", Alsacia tiene un logotipo "hecho en Alsacia" que representa una "A" como Alsacia en forma de un pretzel.
La tasa de desempleo es relativamente baja en Alsacia, pero la economía alsaciana depende mucho de la alemana. Alemania representa casi el 38,5 % de las importaciones de Alsacia. En el pasado, la región ha tenido que lidiar con la crisis industrial, principalmente en el sector textil y minero.
La economía de Alsacia es diversificada tanto en el sector primario, como secundario y terciario.
El sector primario incluye el viñedo de Alsacia, el cultivo de lúpulo, cebada, tabaco, trigo, colza, maíz y la elaboración de cerveza (la región cuenta con cuatro de las ocho grandes cervecerías francesas: Kronenbourg, Esperance, Licorne y Meteor), así como la tala.
El sector secundario está bien establecido históricamente con la industria textil, energía (central nuclear de Fessenheim, centrales hidroeléctricas). en el Rin, las energías renovables basadas en madera, residuos de madera, residuos urbanos, biocombustibles, energía geotérmica y eólica), la industria automotriz, la industria ferroviaria, la industria aeronáutica, la industria mecánica, la industria química, la industria farmacéutica, industria alimentaria, la industria del papel y cartón. Tradicionalmente comercial gracias a la fachada del Rin, la región cuenta con dos puertos fluviales principales, el Puerto Autónomo de Estrasburgo y el Puerto Autónomo de Mulhouse, que son importantes plataformas logísticas.
En el sector terciario Alsacia se destaca por las nuevas tecnologías, la biotecnología, la banca de seguros, comercio, hoteles, restaurantes, transporte, logística, turismo, comunicación y servicio público.
Mulhouse es la sede del consorcio Rhénatic que reúne a 100 empresas alsacianas en el campo de las nuevas tecnologías. Se trata principalmente de empresas de robótica, automatización de oficinas, inteligencia artificial, digitalización de la información, telemática, autopistas de la información, comunicación interactiva por fibra óptica, televisión por cable, telefonía y transmisión satelital.

## Cultura

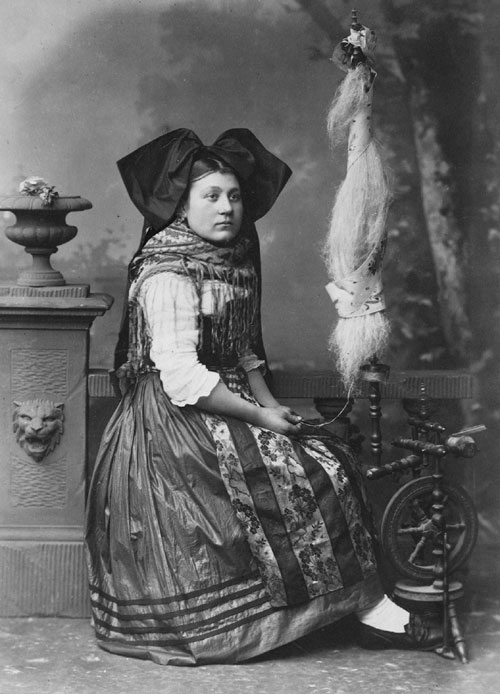
Joven vestida con el traje tradicional alsaciano, caracterizado por el tocado en forma de papillon o alas de mariposa.

Alsacia se ha beneficiado de su situación geográfica central que la convierte en uno de los lugares de paso de las migraciones humanas desde ya antes de la Edad Media y lugar de confluencia de las diversas tendencias del pensamiento europeo, desde el humanismo y la reforma protestante hasta el movimiento contemporáneo de la construcción de la Unión Europea, asimilando las influencias e interacciones de las culturas germánica y francesa.

### Lengua
La lengua oficial es el francés, pero en la región de Alsacia se habla también el alsaciano, que es la lengua dialectal y el conjunto de variedades de origen germánico que se hablan en ella y que, pese a ser reconocida entre las lenguas de Francia, todavía no tienen un estatuto de lengua oficial.
A partir de 1648, con la asimilación progresiva de Alsacia al reino de Francia y el resultante nacimiento de la rivalidad franco-germana, el uso del alsaciano se ve afectado por las decisiones políticas de la administración de turno que competirán en radicalidad por la instrucción de los habitantes de la región al uso de la lengua oficial, en detrimento todo ello de la local.
Es el caso del uso oficial exclusivo del alemán «académico» (Hochdeutsch) en el periodo de 1871 a 1919 y, especialmente, el de asimilación al III Reich de 1940 a 1945, que llega a prohibir el uso de palabras de origen francés al hablar en alsaciano.
A su vez, las administraciones francesas que impulsaron el uso de la lengua de Molière hasta la anexión de 1871, lo reanudaron con particular énfasis desde 1919, llegando sus partidarios más intransigentes a considerar el alsaciano como una lengua antipatriótica.
A partir de la década de 1960, en el contexto de la reconciliación franco-alemana, la recuperación del uso del dialecto alsaciano, hasta entonces en retroceso, ha sido el objeto de interés de la cultura alsaciana, con el resurgimiento de las representaciones teatrales en alsaciano, el uso en la televisión local o su empleo por figuras relevantes de la cultura alsaciana.
Sin embargo, a nivel de la administración del Estado francés se sigue favoreciendo la enseñanza del Hochdeutsch, impulsado desde 1992, con clases bilingües paritarias de francés y alemán en secundaria, y permitiendo el acceso a los estudios superiores en universidades de ambos países a través del Abibac, mezcla del Abitur alemán y del Baccalauréat francés.
El alsaciano, considerado por el 95% de los alsacianos como la lengua regional contra un 1% que opina que es el alemán (sondeo de Dernières Nouvelles d'Alsace, DNA, 22 de septiembre de 1999), puede, no obstante, ser enseñado en la guardería y la escuela primaria, pero permanece como una lengua mayoritariamente de uso familiar.

### Religión

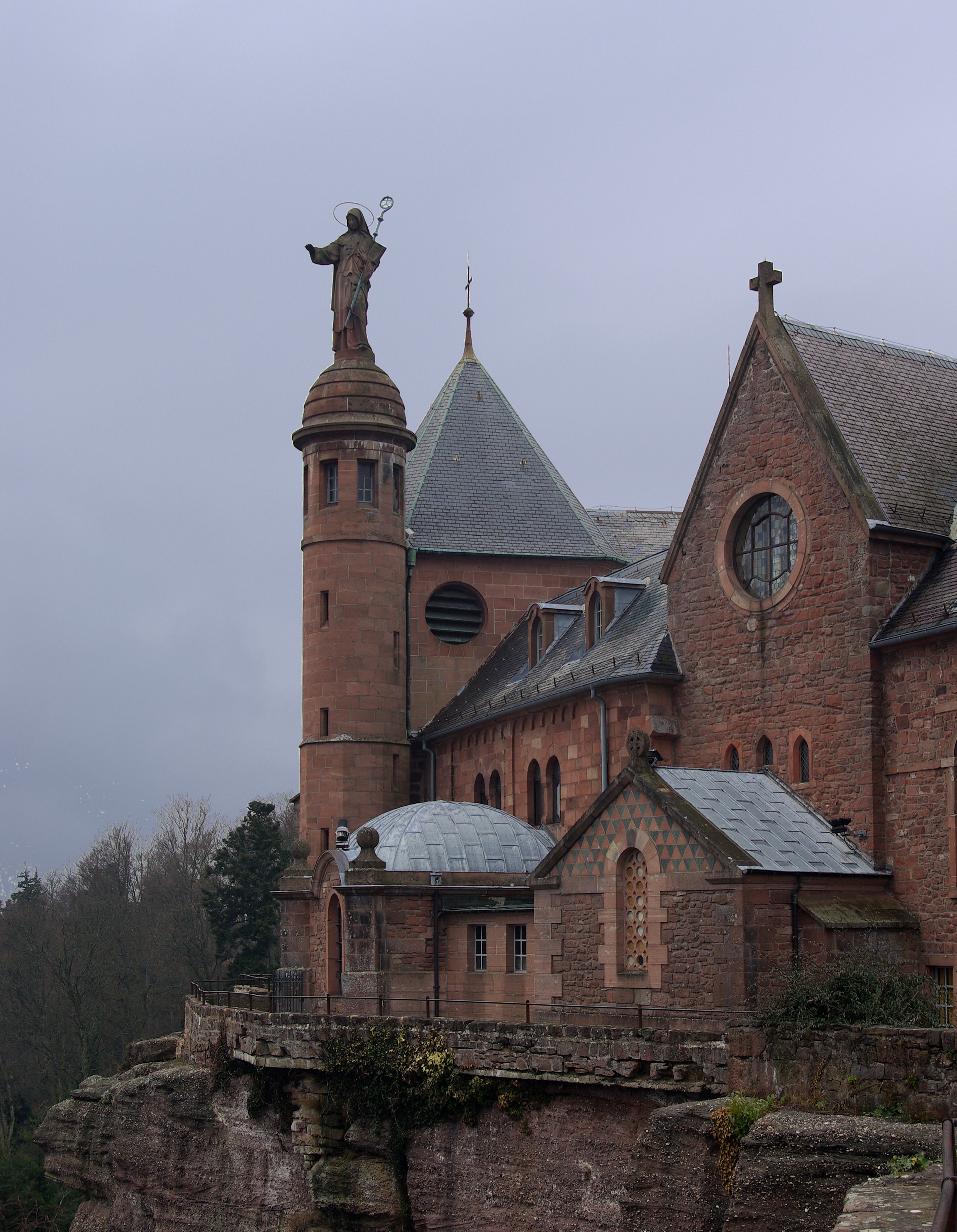
Vista del monasterio de Sainte Odile; esta santa es venerada por las Iglesias cristianas, junto con la de Saint Argobast (San Argobasto), como santos patrones de Alsacia.

Alsacia fue cristianizada en el siglo V y durante la Edad Media se construyeron iglesias y monasterios importantes. En la época de la Reforma protestante jugó un papel destacado a través de personajes como Martín Bucero y la ciudad imperial de Estrasburgo, que se convirtió en un centro de la Reforma en el sur del Sacro Imperio.

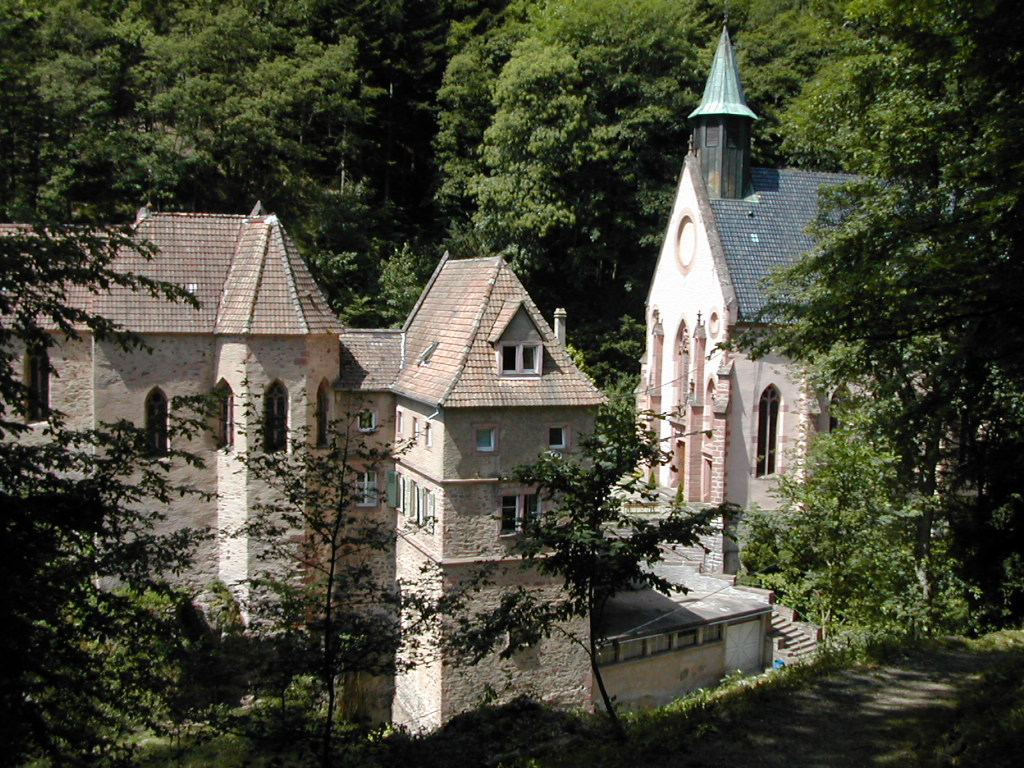
Monasterio de Notre-Dame de Dusenbach.

Cerca del 70% de la población alsaciana es católica, el 17% protestante (80% luteranos) y el 5% profesa otras religiones.[cita requerida] Anteriormente había numerosas comunidades judías en comparación con el resto de Francia. Ello se debe a que los judíos fueron expulsados totalmente de Francia ya en la Edad Media, mientras que pudieron permanecer en Alsacia, que entonces pertenecía al Sacro Imperio Romano Germánico y que mucho más tarde pasó a Francia. En el periodo de 1940-1944 muchos judíos alsacianos fueron deportados y exterminados en los campos de concentración. Desde la década de 1960 se han asentado, sobre todo en Estrasburgo, judíos sefardíes del norte de África y han dado vida a las antiguas comunidades. Asimismo ha habido una gran inmigración de musulmanes, principalmente de Turquía y el Magreb.

### Gastronomía
La cocina alsaciana es conocida por especialidades tradicionales elaboradas, como el cocido baeckeoffe, las tartes flambées o flammekueche, el fleischnackas y en especial por la choucroute.

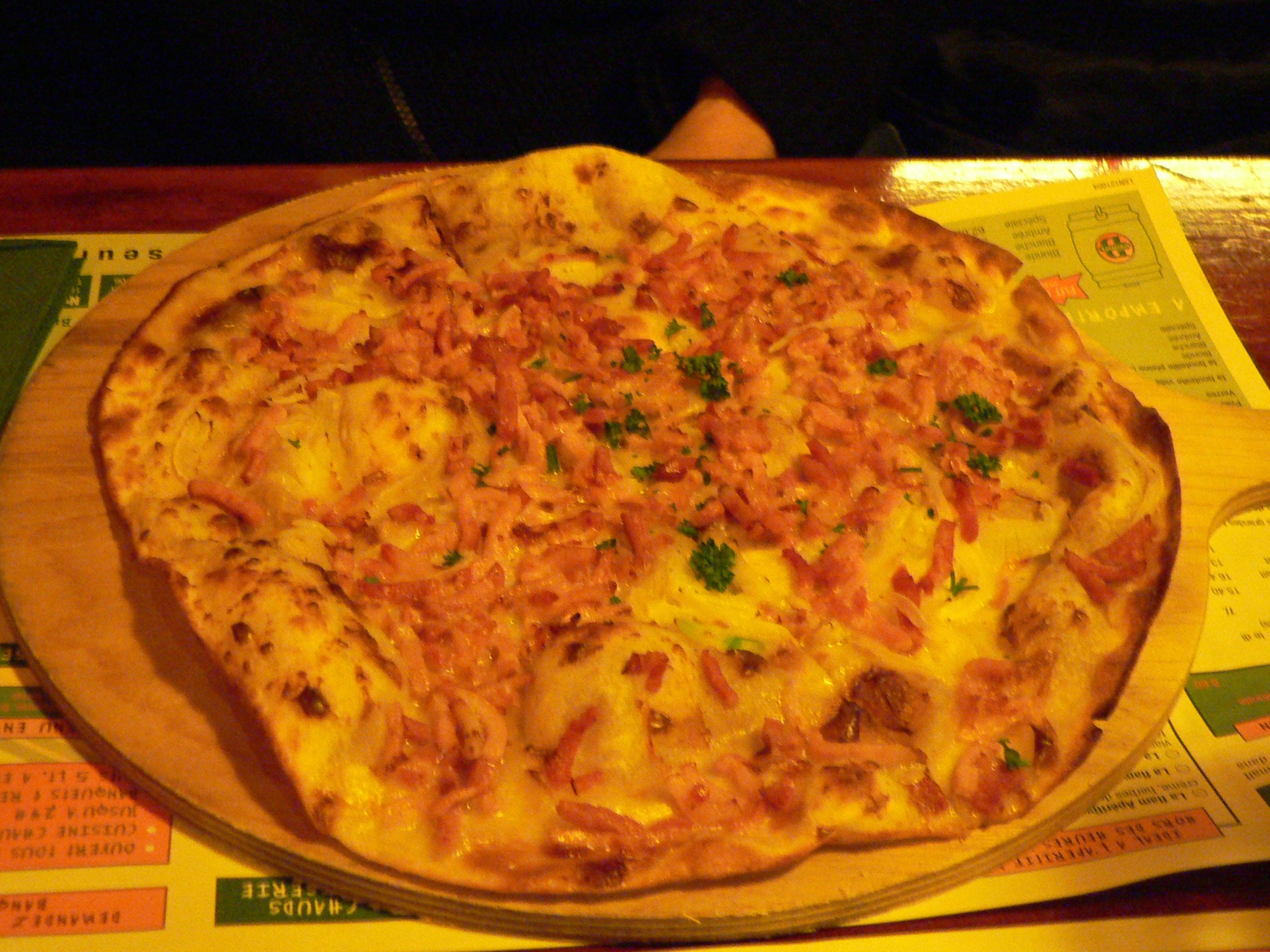
Ejemplo de flammekueche, también llamada tarte flambée.

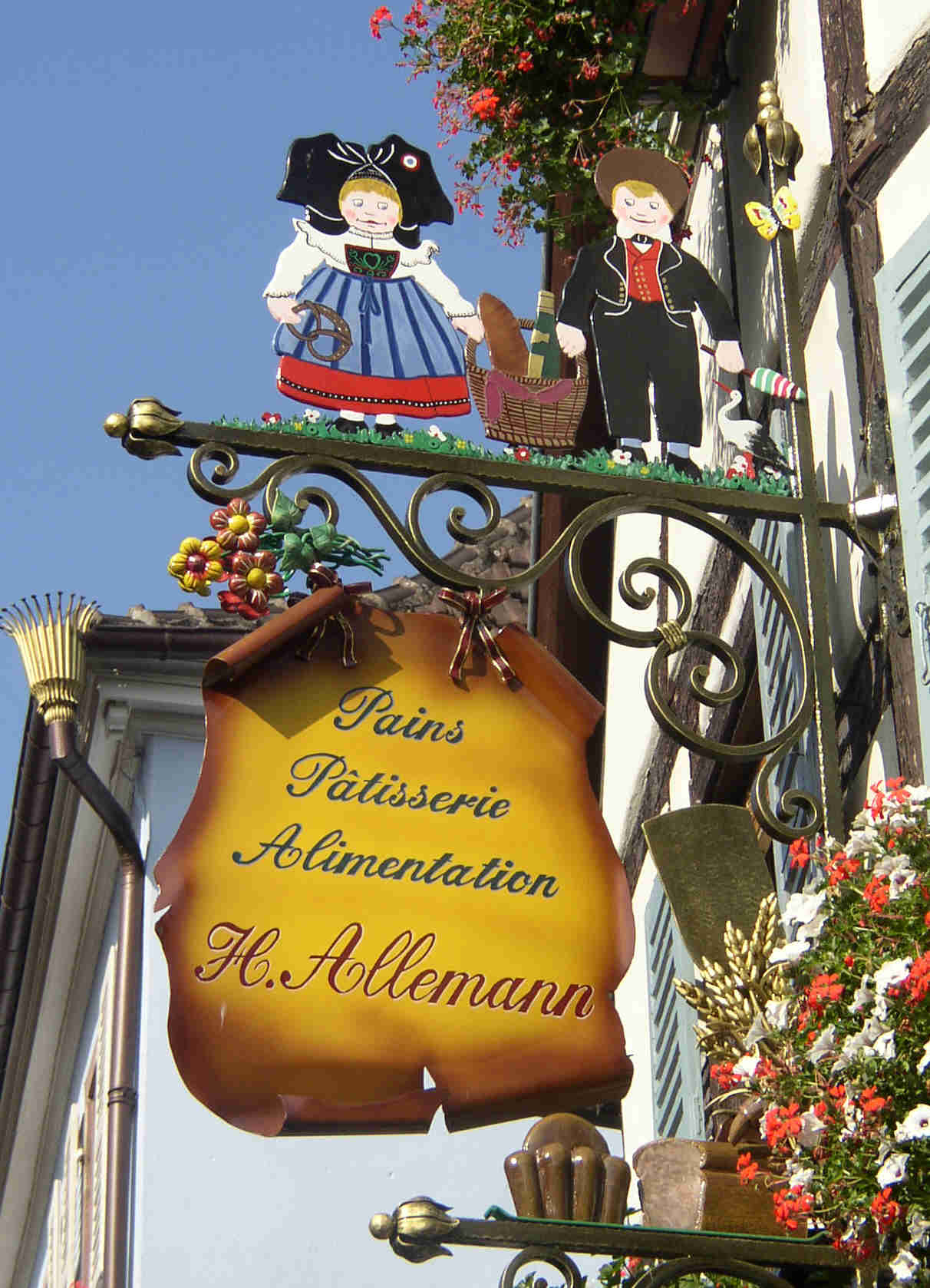
Enseña de una pastelería tradicional alsaciana.

La cocina tradicional tiene su base en la tradición culinaria germánica y aunque emplea frecuentemente la carne de cerdo como ingrediente en varios platos, no es raro el consumo de preparados con pescados, como la carpe frite (carpa frita), popular en la región sur de Alsacia del Sundgau.
Otro pilar en el que se asienta la gastronomía de Alsacia es la calidad de los productos del terruño alsaciano, algunos de gran prestigio internacional, como sus vinos de denominación o sus cervezas, y otros de uso local, como las carnes de aves, el foie gras, los caracoles, coles y espárragos, la miel y la nata fresca, todos con clasificaciones de calidad del organismo oficial francés. Otros productos de renombre local son las aguas naturales de los manantiales de los Vosgos.
En la tradición de las festividades de fin de año, se preparan una gran variedad de galletas y pequeños bizcochos llamados brédalas (fiesta de San Nicolás el 6 de diciembre), así como los pain d'épice (panes de miel con especias), que se distribuyen en los mercados tradicionales de Navidad de Estrasburgo y otras localidades.
Los preparados de repostería, como el Kugelhof, los pain d'épices y los brédalas, son característicos de la gastronomía de esta región.

#### Vinos
La región de Alsacia se considera una de las principales regiones vitivinícolas de Francia y como señal de su particularidad, las producciones reciben la denominación de la cepa, además de la denominación general de Vins d'Alsace.

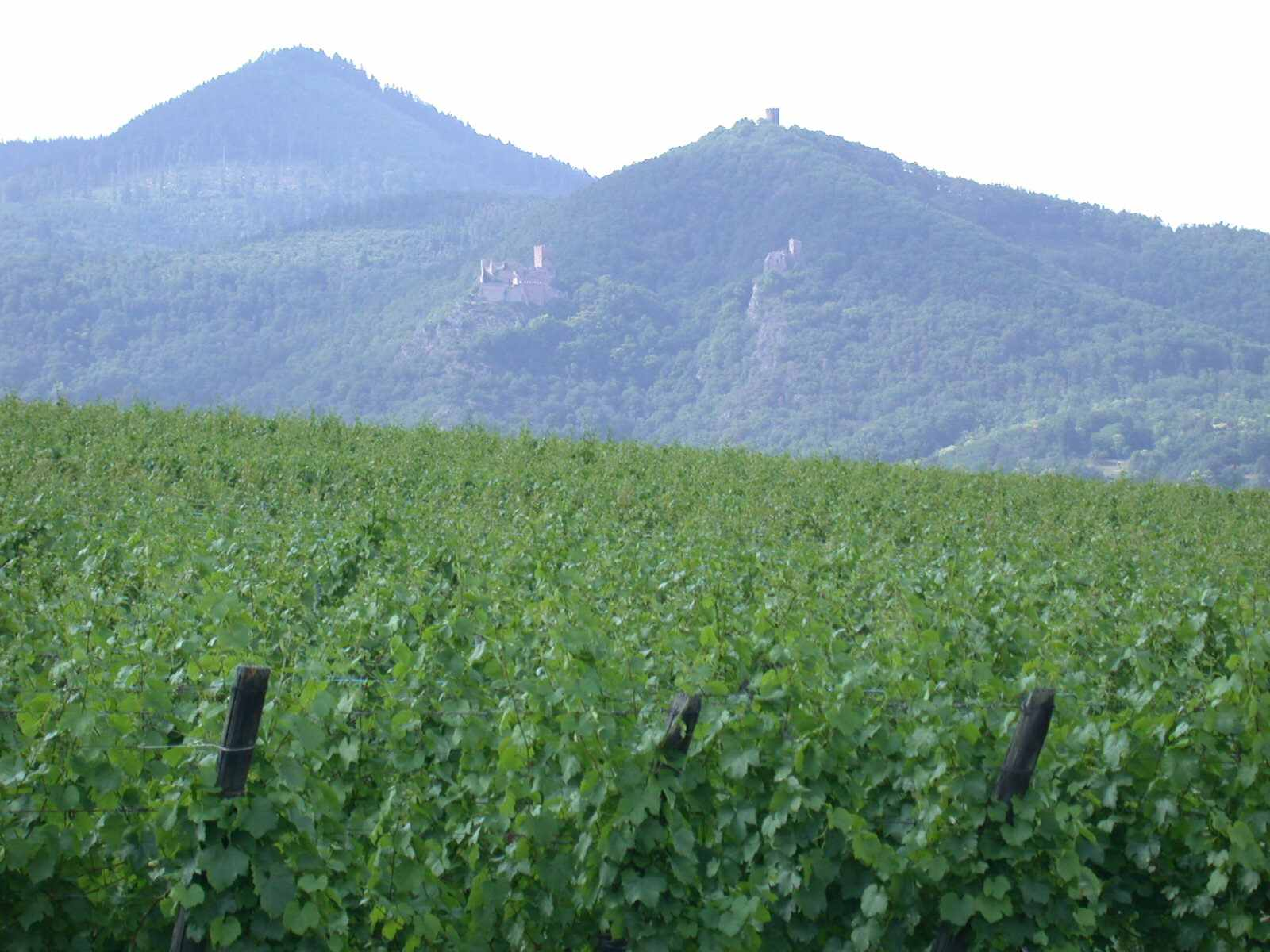
Imagen del viñedo de Alsacia.

Aunque son mayoritariamente blancos, fruto de las uvas de las variedades Riesling, Sylvaner o Gewürztraminer, otros son tintos como el Pinot Noir. Parte de la producción de caldos blancos se deriva para la elaboración de vinos por el método champañés (méthode champenoise), protegidos con la AOC Crémant d'Alsace.

#### Cervezas y licores
Alsacia es también la mayor productora de cerveza de Francia, con numerosas brasseries o fábricas productoras localizadas en torno al área de Estrasburgo, Molsheim y Obernai.
Entre las marcas comerciales podemos citar las de Kronenbourg, Fischer, Météor, Licorne y Kanterbräu.
El schnapps, o aguardiente aromatizado a menudo por destilación con esencias de frutas (pera, manzana, etc.), se produce igualmente en Alsacia, pero está en declive porque las destilerías domésticas son menos comunes hoy día, y también porque el consumo de bebidas tradicionales, con fuerte contenido alcohólico, disminuye drásticamente.
Asimismo son afamados los licores y aguardientes de cerezas.

### Símbolos

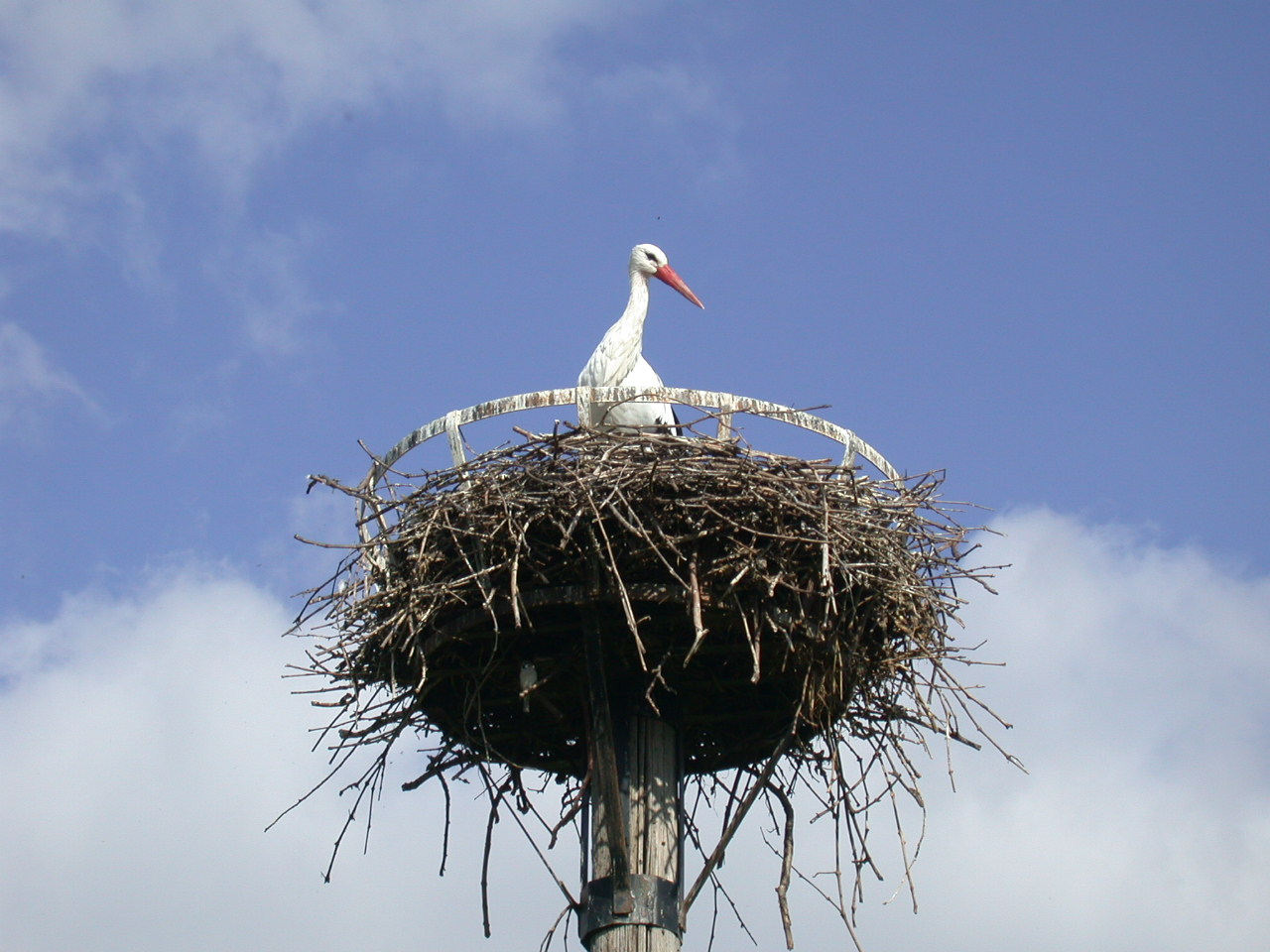
Imagen de una cigüeña en Alsacia. Recuperada tras el retroceso poblacional, es uno de los símbolos característicos de la región.

Uno de los símbolos utilizados para la identidad de Alsacia es la cigüeña blanca, ave que tradicionalmente presentaba una población elevada y una presencia marcada en esta región comparativamente con el resto de Francia, resultado posiblemente de su situación en las vías de migración entre el norte de Europa y el África Occidental. Como en muchos otros lugares, en Alsacia las leyendas y cuentos populares asocian a la cigüeña un simbolismo de fecundidad y fidelidad, al traer los bebés a las familias.
Prácticamente extinta en la región a finales de los años 1970, y considerando su simbolismo, fue reintroducida y se repoblaron numerosos tejados de iglesias y otros emplazamientos de Alsacia. Las cigüeñas reintroducidas se han sedentarizado y ya no migran.
Otro símbolo se encuentra en las imágenes e iconos de Hansi, y sus publicaciones ilustradas de cuentos infantiles de principios del siglo XX.

### Costumbres y tradiciones
Comparables en su poder de convocatoria popular, los Winstub son a Alsacia lo que los Pubs a la Gran Bretaña. Sin embargo, a diferencia de estos últimos, los clientes vienen para disfrutar de la gastronomía del lugar, sus vinos y terminar en tertulias, ya sea al almuerzo o a la cena.

### Deporte

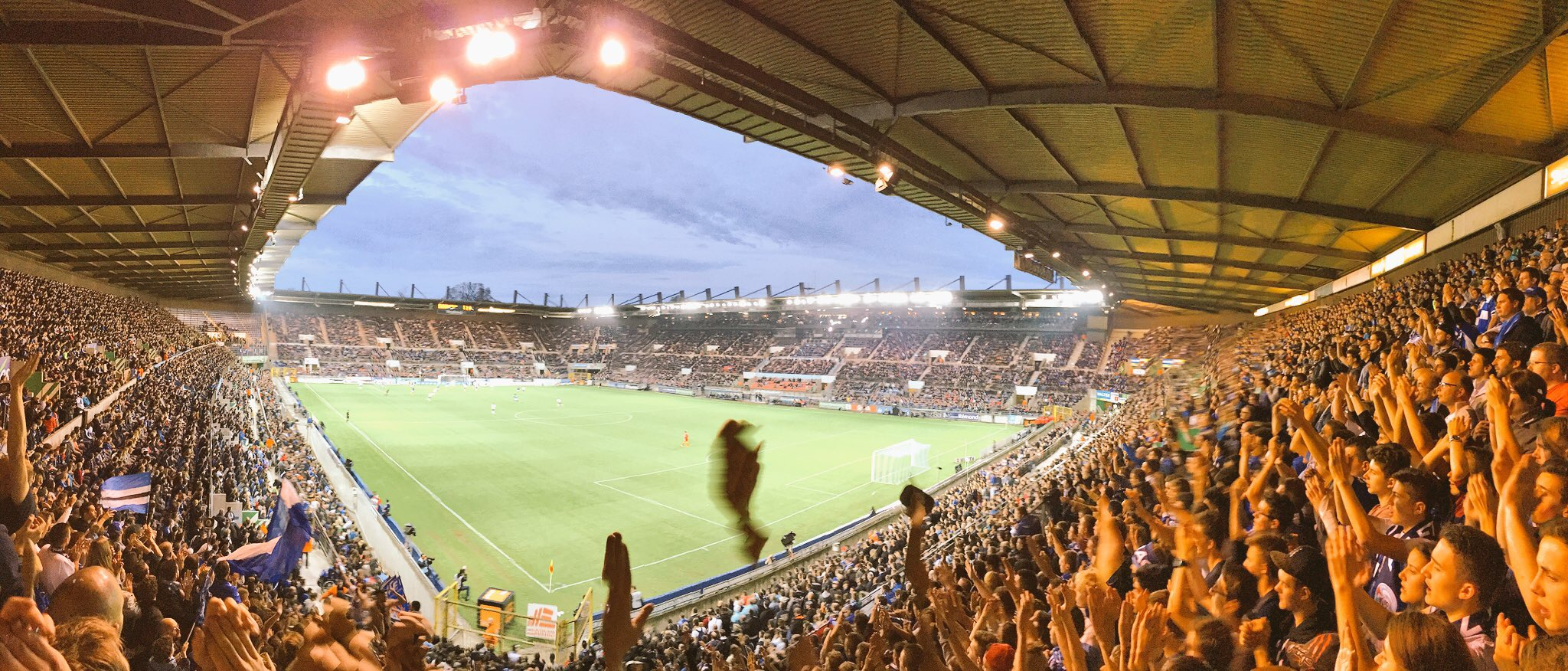
El Racing de Estrasburgo es uno de los equipos con mejores asistencias en la Ligue 1

La región cuenta con varios equipos profesionales de fútbol: Racing Club de Strasbourg que juega en la Ligue 1 de Francia; SC Schiltigheim, FCSR Haguenau, FC Mulhouse que juegan en la National 2; FC Saint-Louis Neuweg, US Sarre-Union, ASC Biesheim, ASP Vauban Estrasburgo, Sport Réunis de Colmar y FA Illkirch-Graffenstaden que juegan en la National 3. La región cuenta con su propia liga de fútbol llamada la Ligue d'Alsace de football association que roganiza los torneos regional y departamentales desde el 6 nivel (Regional 1) en jerarquía del Sistema de ligas de fútbol de Francia.
En fútbol femenino, la región cuenta con un equipo jugando en la segunda división : Football Club Vendenheim-Alsace.
La región cuenta con equipos profesionales de baloncesto, el Strasbourg IG que juega en la Ligue Nationale de Basket-ball y el BC Souffelweyersheim que juega en el Campeonato de Francia de Baloncesto Pro B. 
Finalmente cuenta con un equipo de balonmano Sélestat Alsace HB que juega en la segunda división de la Liga de Francia de Balonmano. 
En la región se han disputado carreras internacionales de automovilismo (Rally de Alsacia) y ciclismo (Tour de Alsacia).
| Equipo                                          | Liga       | Fundación | Estadio               | Palmarés |
| ----------------------------------------------- | ---------- | --------- | --------------------- | --- |
| Racing Club de Strasbourg                       | Ligue 1    | 1906      | Stade de la Meinau    | 8 (Ligue 1 (1) 1979 ; Copa de Francia (3) 1951, 1966, 2001 ; Copa de la Liga de Francia (4) 1964, 1997, 2005, 2019 ; Ligue 2 (1) 2017 ; Championnat National (1) 2016). Internacional (Copa Intertoto de la UEFA (1) 1995) |
| Sporting Club Schiltigheim                      | National 2 | 1914      | Stade de l'Aar        | 1 (National 3 (1) 2003) |
| FC Sports réunis Haguenau                       | National 2 | 1987      | Parc des Sports       | 1 (National 2 (1) 1994) |
| FC Mulhouse                                     | National 2 | 1893      | Stade de l'Ill        | 1 (National 3 (1) 2019) |
| FC Saint-Louis Neuweg                           | National 3 | 1990      | Stade de la Frontière | Ninguno |
| Union Sportive Sarre-Union                      | National 3 | 1924      | Stade Omnisports      | Ninguno |
| Stadium Racing Colmar                           | National 3 | 1920      | Colmar Stadium        | Ninguno |
| Association sportive Pierrots Vauban Strasbourg | National 3 | 1921      | Stade Émile-Stahl     | Ninguno |

## Ubicación
|               | Norte: Sarre, Renania-Palatinado                                                                    |                                  |
| Oeste: Lorena | | Este: Río Rin , Baden-Wurtemberg |
|               | Sur: Territorio de Belfort , Cantón del Jura , Cantón de Basilea-Ciudad , Cantón de Basilea-Campiña |                                  |